# Skippers Aviation
Skippers Aviation est une compagnie aérienne basée à Osborne Park, une banlieue de Perth. Il s'agit d'une compagnie d'affrètement spécialisée dans les changements d'équipages miniers, les chartes des cadres et le vol général pour l'industrie minière en Australie-Occidentale, ainsi que dans les opérations de recherche et sauvetage et d'évacuation sanitaire. Il a été créé en 1990 et exploite également un petit réseau régulier en Australie-Occidentale. Sa base principale est l'aéroport de Perth.